# جائزة لارس أونساغر
جائزة لارس أونساجر هي جائزة في الفيزياء الإحصائية النظرية تُمنح سنويًا من الجمعية الفيزيائية الأمريكية. تأسست في عام 1993 من راسل وماريان دونيلي في ذكرى لارس أونساغر.

## الحاصلون على الجائزة
- 1995: ميشيل فيشر
- 1997: روبيرت كرايتشنان
- 1998: ليو كادانوف
- 1999: تشين نينغ يانغ[4]
- 2000: ديفيد ج. ثوليس، جون إم كوسترليتز
- 2001: برتراند هالبرين
- 2002: أناتولي لاركن
- 2003: بيير هوهينبرغ
- 2004: جان كاردي
- 2005: فاليري بوكروفسكي
- 2006: رودني باكستر
- 2007: أ. بروكس هاريس
- 2008: كريستوفر بيثيك، جوردون بايم، تين لون هو[5][6]
- 2009: ب. سريرام شاستري[3]
- 2010: دانيال فريدان، ستيفن شنكر
- 2011: ألكسندر بيلافينش، يوألكسندر زامولودتشيكوفش، وألكسندر ماركوفيتش بولياكوف[7]
- 2012: إيان أفليك[8]
- 2013: دانييل فيشر
- 2014:غريغوري جيفيموفيتش ولوفيك وفلاديمير بتروفيتش مينيف
- 2015:فرانس فيغنر
- 2016:مارك ميزارد، جورجيو باريزي و ريكاردو زيكينا
- 2017: ناتان أندري وبول ويجمان
- 2018: سوبير ساشديف[9]
- 2019: كريستوفر جارزينسكي
- 2020: توماس نكات، ويوهاي تو و جان تونر[10][11]
- 2021: ليف بيتافسكي[12]
- 2022: بوريس ألتشولر، ديفيد هوس، إيجور ألينر